# Clytocerus kabylicus
Clytocerus kabylicus és una espècie d'insecte dípter pertanyent a la família dels psicòdids que es troba a Àfrica: Algèria.